# Binyamin Elon
Pour les articles homonymes, voir Elon.
Binyamin Elon, dit Benny Elon, né le 10 novembre 1954 à Jérusalem et mort le 5 mai 2017 dans la même ville[réf. nécessaire], est un homme politique israélien.

## Biographie
Binyamin Elon est de la neuvième génération de sa famille à vivre à Jérusalem et habite, depuis les années 2000, dans la colonie de Bet El, établie en Cisjordanie occupée depuis juin 1967.
Son père Menachem Elon occupait d'importantes fonctions dans l'administration judiciaire israélienne et son frère, le rabbin Mordechai Elon, est l'un des rabbins les plus populaires en Israël car il anime sa propre émission télévisée.
Avant de devenir député à la Knesset, Elon a travaillé dans le lycée talmudique ”Beit Orot”.
Il est l'un des figures prédominantes du sionisme religieux, ou mouvement religieux sioniste, une idéologie combinant sionisme et judaïsme (orthodoxe ou haredi), avec pour objectif de concilier la réalisation du sionisme avec les principaux fondements de la Torah.

### Carrière politique
Binyamin Elon a été ministre du Tourisme par deux fois et a été à la tête d'une petite formation de droite nationaliste et extrême, Moledet, entre 2008 et 2013. Elon a notamment remplacé l'ancien dirigeant assassiné de Moledet, Rehavam Zeevi, qui occupait les fonctions de ministre du Tourisme.
Elon s'est toujours opposé au processus de paix israélo-palestinien et à la feuille de route pour la paix. Il a ainsi proposé un plan alternatif suggérant l'expulsion des Palestiniens depuis de la Cisjordanie et de Jérusalem-Est vers la Jordanie et les autres pays arabes. Ce plan est connu sous le nom de Plan de paix Elon.